# 吉恩·迈耶
吉恩·迈耶（英語：Gene Mayer，1956年5月11日—），美国男子网球运动员。他曾获得法国网球公开赛男子双打冠军、温布尔登网球锦标赛男子双打冠军。

## 家庭
哥哥桑迪·迈耶。